# Peter Trawny
Peter Trawny (né le 17 décembre 1964 à Gelsenkirchen) est un philosophe allemand, professeur à l'université de Wuppertal.

## Biographie
Peter Trawny a étudié la philosophie, la musicologie et l'histoire de l'art à l'université de la Ruhr à Bochum. Il a soutenu en 1995 sa thèse de doctorat, intitulée Grundstimmung : Martin Heideggers Phänomenologie der Welt, auprès du philosophe Klaus Held à l'université de Wuppertal. À partir de 1997, Peter Trawny est assistant scientifique à l'université de Wuppertal, attaché à la chaire de Klaus Held. En 2000, il obtient son habilitation, toujours à Wuppertal, sur le thème Die Zeit der Dreieinigkeit: Untersuchungen zur Trinität bei Hegel und Schelling.
Spécialiste de l'œuvre de Martin Heidegger et de son édition, directeur de l'Institut Martin Heidegger, il a entrepris d'éditer les Cahiers noirs  de l'auteur de Être et Temps, lesquels ont suscité, dès avant leur parution, de vives polémiques du fait de l'antisémitisme de leur auteur et de sa relation au nazisme.

## Travail scientifique
- (en) Cet article est partiellement ou en totalité issu de l’article de Wikipédia en anglais intitulé « Peter Trawny » (voir la liste des auteurs).

L'approche philosophique de Trawny repose sur  la méthode phénoménologique-herméneutique. Son travail porte sur des questions de philosophie politique, d'éthique, de philosophie de l'art et des médias, ainsi que sur des questions d'art et de littérature.
Dans ses travaux les plus récents, Trawny se concentre sur l'élaboration d'une compréhension philosophique de la mondialisation et du cosmopolitisme, en particulier dans ses livres Adyton et Medium and Revolution. Trawny tente d'interpréter la globalisation de leur relation tendue avec les médias et en vient ainsi à une détermination du média comme « l'unité immatérielle de la technologie et du capital ». Sur la base de la pensée événementielle de Heidegger, Trawny tente de cartographier le discours révolutionnaire marxiste sur les conditions historico-contextuelles du XXIe siècle, entrelaçant ainsi sa désignation du médium, les questions de philosophie politique et la philosophie des arts médiatiques.
En plus de ses recherches et de son enseignement, Trawny est régulièrement impliqué dans l'édition savante des œuvres complètes de Martin Heidegger.

### en allemand
- Martin Heideggers Phänomenologie der Welt, Karl Alber Verlag, Francfort/Munich, 1997  (ISBN 978-3-49547-865-3)
- Die Zeit der Dreieinigkeit. Untersuchungen zur Trinität bei Hegel und Schelling, Königshausen & Neumann, Wurtzbourg, 2002  (ISBN 978-3-82602-370-5)
- Martin Heidegger. Einführung, Campus Verlag, Francfort/New York, 2003  (ISBN 978-3-59337-359-1)
- Heidegger und Hölderlin oder Der Europäische Morgen, Königshausen & Neumann, Wurtzbourg, 2004  (ISBN 978-3-82602-631-7)
- Denkbarer Holocaust. Die politische Ethik Hannah Arendts, Königshausen & Neumann, Wurtzbourg, 2005  (ISBN 978-3-82603-082-6)
- Sokrates oder Die Geburt der Politischen Philosophie, Königshausen & Neumann, Wurtzbourg, 2007  (ISBN 978-3-82603-625-5)
- Die Autorität des Zeugen. Ernst Jüngers politisches Werk, Matthes & Seitz, Berlin, 2009  (ISBN 978-3-88221-643-1)
- „Adyton“. Heideggers esoterische Philosophie, Matthes und Seitz, Berlin, 2010  (ISBN 978-3-88221-662-2)
- Medium und Revolution, Matthes und Seitz, Berlin, 2011  (ISBN 978-3-88221-574-8)
- Ins Wasser geschrieben, Matthes und Seitz, Berlin, 2013  (ISBN 978-3-88221-045-3)
- Heidegger und der Mythos der jüdischen Weltverschwörung, Vittorio Klostermann, Francfort-sur-le-Main, 2014.

### en français
- Heidegger et l'antisémitisme : sur les Cahiers noirs, traduit de Heidegger und der Mythos der jüdischen Weltverschwörung (2014) par Julia Christ et Jean-Claude Monod, Paris, Le Seuil, 2014,  (ISBN 9782021182552).
- La Liberté d'errer, avec Heidegger, traduit par Nicolas Weill, Montpellier, Indigène, coll. « Ceux qui marchent contre le vent », 2014,  (ISBN 9791090354630).
- Heidegger : une introduction critique, traduit par Marc de Launay, Seuil, 2017  (ISBN 9782021348620).